# Eucyrtops
Eucyrtops is een geslacht van spinnen uit de  familie van de Idiopidae (Valdeurspinnen).

## Soorten
- Eucyrtops eremaeus Main, 1957
- Eucyrtops ksenijae Rix & Harvey, 2022
- Eucyrtops latior (O. Pickard-Cambridge, 1877)